# ドリアン
ドリアン（学名: Durio zibethinus）は、アオイ科（旧パンヤ科）ドリアン属に属する樹木である。ドリアンと呼ばれるドリアン属の種の中で最も一般的な種であり、その食べられる果実もドリアンと呼ばれる。

## 名称
英語でドリアン（durian）と呼ばれているが、その元はマレー語の durian（ドゥリアン）で「刺（duri: ドゥリ）を持つもの」という意味である。タイ語ではトゥリアン (ทุเรียน)。北京語で榴蓮（拼音: liúlián、リウリエン）、広東語で榴槤（ラウリーン、lau4lin4）。
学名の属名であるラテン語の Durio もこれに由来する。種小名の zibethinus は、「麝香の香りを持つ」という意味の形容詞である。合わせて、麝香の香りを持ち、針を持つものという意味になる。

## 植物学上の特徴と分布
代表的なドリアンと呼ばれる栽培種の学名はDurio zibethinus、その他にも分かっているだけで30の種が存在する。原産地は東南アジアのマレー半島とインドネシアである。果実は強い甘味を持ち、栄養豊富で特にビタミンB1を多く含有する。果物の王様と呼ばれている。

### 木・花
ドリアンの木は低地の密林に生え、樹高は 45 メートル (m) ほどにもなる（果樹園では10 m程度に抑えられる）常緑樹で、ピラミッド状の樹冠を作る。幹は真っ直ぐで、ほぼ水平に強靱な枝が細く伸び出る。葉は互生し、長さ10 - 18 センチメートル (cm) 、幅 5 cmほどの長楕円形で先が尖り、葉脈がよく目立ち、表面は黄緑色で光沢があり、裏面は鈍い銅色をしている。
花は大きく、白色で5つの花弁を持ち、幹と大枝から出た果梗に数個から数十個ほど束になってぶら下がる。花からは、バターか傷み始めた牛乳のような匂いがする。この花は特定の送粉者を引きつけるために進化した典型で、午後に開花して、花蜜と引き換えに夜に飛来したコウモリに花粉を遠くまで運ばせる。

### 果実
果実は太い果柄の先に複数個ずつでき、受粉後14週間ほどで成熟し、大きさは20 - 30 cmほど、重さは1 - 6 キログラム (kg) ほどになる。植樹後、5年程で収穫できるようになる。1本の木から1年で100 - 200個が収穫される。果実を保護する黄緑色をした外皮は木質に近く頑丈で、革質で全体が硬い四角錐形の棘が表面を埋め尽くすように生えている。内部は4 - 5室の中果皮からなり、各室に黄白色の大きな果肉（仮種皮）が詰まっていて、果肉の中には大きな種子が2 - 3個ずつある。ドリアンの果実は強烈な臭いを放つことで有名で、この臭いでイノシシやサル、ゾウなどの大型哺乳類を引きつけて、親の木から遠く離れた場所に果実と種子を運んでもらう。果実が哺乳類に食べられると、いくつかの種子は丸呑みにされて、糞とともに地面に落とされて撒布される。
人間もドリアンの果実を好み、主な可食部は種子の周りのクリーム状の果肉部分である。種子は焼くか茹でることで食べることが可能である。種子の食用はドリアンの産地でごく稀に行われるが、あまり一般的ではないため、ほとんどの場合に廃棄される。
可食部は甘い香りとともに、玉ねぎの腐敗臭または都市ガスのような強烈な匂いを放つ。ドリアンの香り成分として分かっているだけでも、エステル、アルコール、アルデヒドに属する26種類の揮発成分、および8種類の硫黄化合物が存在する。強烈な臭いの元は臭い成分の一つ硫黄化合物1-プロパンチオールC3H8Sが核となり、その他さまざまな臭い成分が複雑に絡み合い作り出されている。
2017年、ドイツの研究者らは、ドリアンの特徴的な芳香がethyl (2S)-2-methylbutanoate（フルーティーな匂い）および1-(ethylsulfanyl)ethane-1-thiol（炒めた玉ねぎのような匂い）の2つの成分をドリアン中に存在する比率で混ぜ合わせることで再現できることを明らかにした。2017年、シンガポールを中心とした研究グループが、ドリアンのドラフトゲノムを解読した。

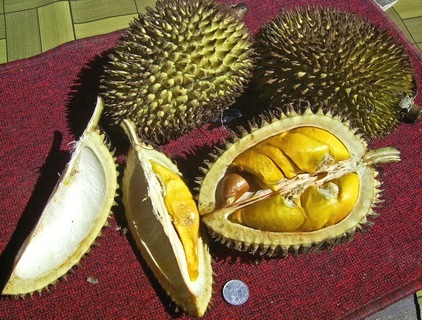
殻を剥いたドリアンの果実
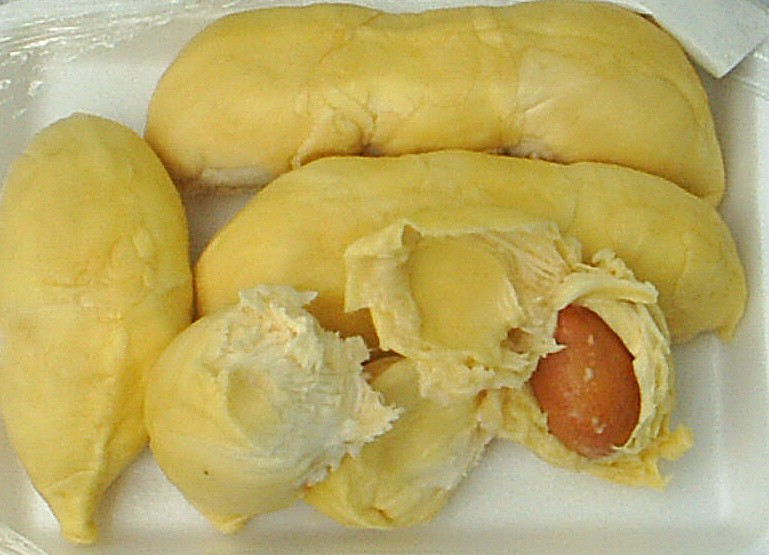
ドリアンの種子は可食部（仮種皮）に包まれている
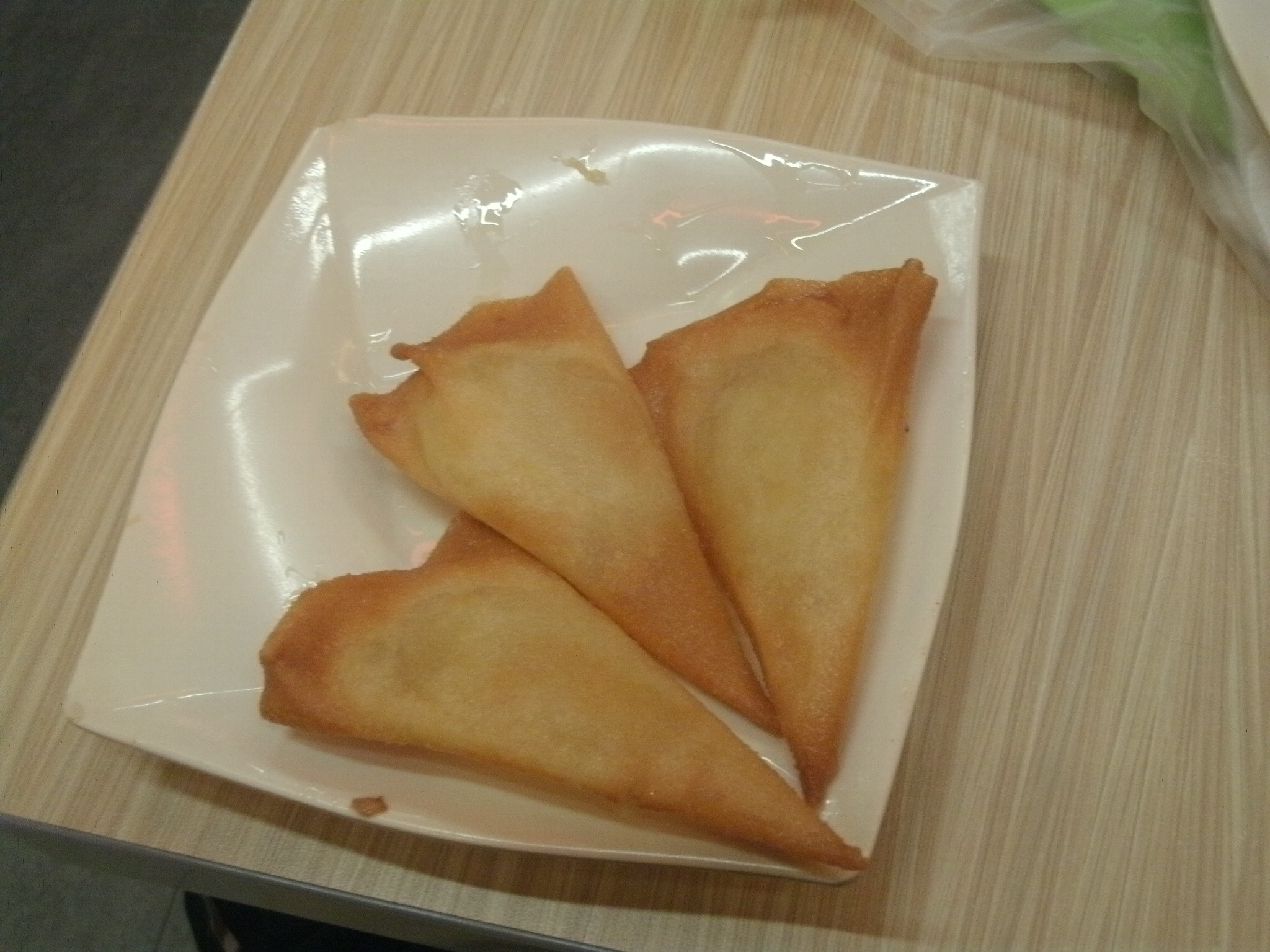
ドリアンパイ（中国、広州白雲国際空港のレストランにて）
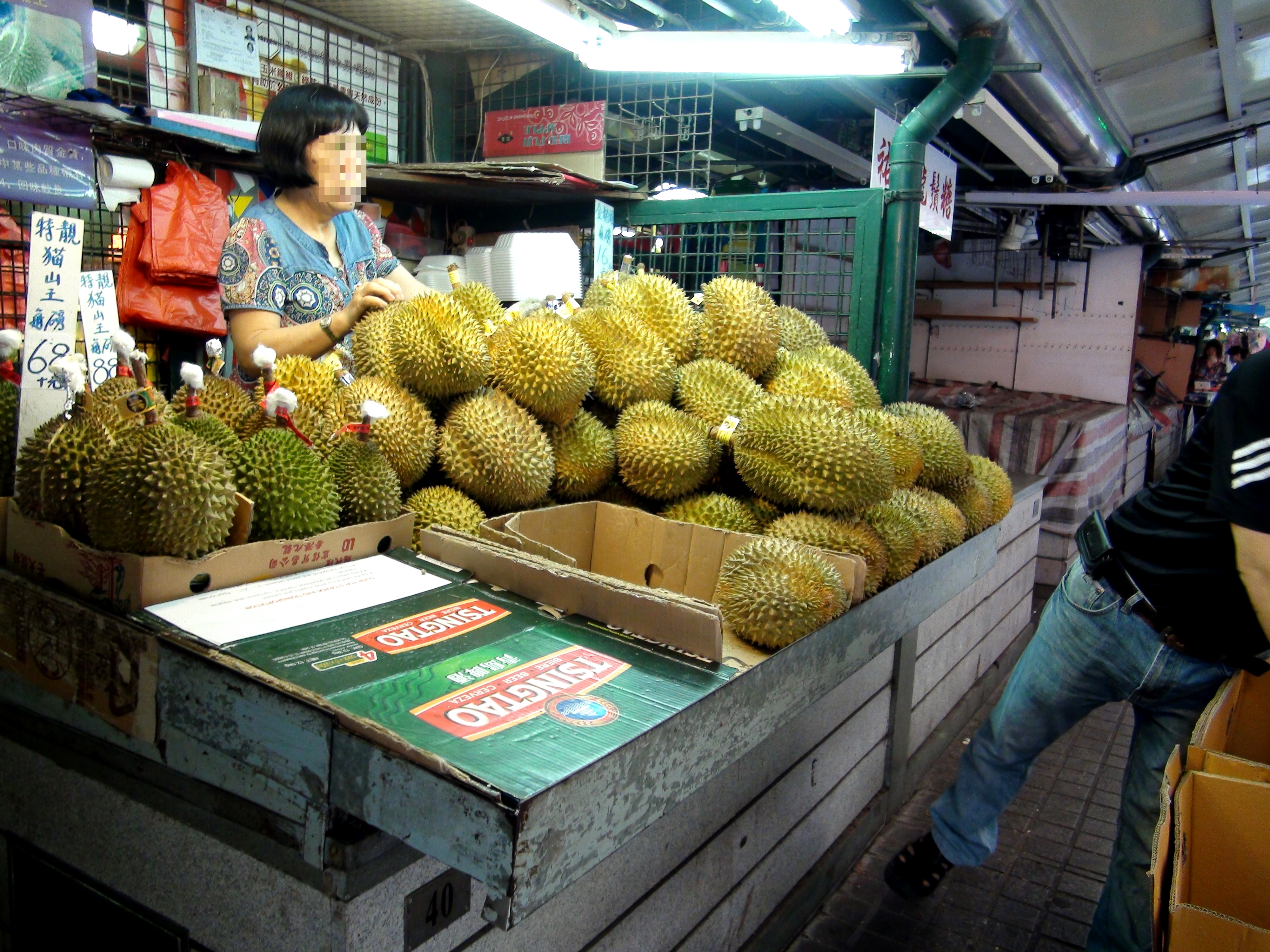
マカオの路上マーケットで売られているドリアン

## 栽培
原産地はマレーシアとインドネシアであるが、果実に人気があり、タイ王国、インド南部、オーストラリア北西部でも栽培されている。

### 日本での栽培
沖縄県にドリアンの木が植栽されている。開花することはあるものの、結実にまで至ることは非常に稀である。
京都府の京都府立植物園にもドリアンの木が植栽されている。

## 文化
ドリアンを買い付ける東洋人バイヤーの所作は独特の文化だといわれ、ドリアンに耳を当てながら爪で外皮を引っ掻いて、果肉が中果皮から剥がれているかどうかを確認するという。
ドリアンの味覚と強烈な匂いは、強い感情を伴って言葉で表現されている。例えば、イギリスの作家アンソニー・バージェスは、ドリアンの味を「トイレで食べる甘いラズベリーブランマンジェ」と表現している。アメリカ人のシェフでキャスターのアンソニー・ボーディンは「口の中が、死んだおばあちゃんとディープキスをしたような匂いになる」という言葉を残し、多くの場所で引用されている。
ドリアンの果実を密室に持ち込むと、その匂いは耐えがたいものとなるため、ホテルや航空会社によっては、部屋や航空機機内への持ち込みを禁じる掲示がよく見られている。
実物を知らず評判だけを聞いて育っている西洋人は、ドリアンの味に対して偏見を持っているため、好ましく思わない人が少なくないという。しかし、19世紀のイギリス人博物学者アルフレッド・ラッセル・ウォレスは、自身の著書の中で、ボルネオで食したドリアンの風味について大絶賛した記述を残している。